# Eckart Hien
Eckart Hien (* 13. Mai 1942 in München) ist ein deutscher Jurist. Er war bis zum 31. Mai 2007 Präsident des Bundesverwaltungsgerichts. 

## Leben
Hiens Vater war Hans Hien. Nach dem Abschluss des Studiums der Rechtswissenschaft im Jahr 1970 war Hien zunächst beim Landratsamt Ebersberg, der Regierung von Oberbayern und im Bayerischen Staatsministerium des Innern tätig, zuletzt als Regierungsdirektor. 1980 wurde er zum Richter am Bayerischen Verwaltungsgerichtshof ernannt. Am Bundesverwaltungsgericht war Hien seit 1986 zunächst als Richter, ab 1999 als Vorsitzender Richter, ab 2000 als Vizepräsident und ab dem 1. Oktober 2002 als Präsident tätig. 
Im Oktober 2006 wurde Hien von der Juristenfakultät der Universität Leipzig die Ehrendoktorwürde verliehen. Grund der Verleihung waren seine wissenschaftlichen Leistungen bei der Kommentierung und Erörterung des Bundes- und Landesrechts und seine Verdienste um die Beheimatung des Bundesverwaltungsgerichts in Leipzig sowie die Öffnung des Gerichts für wissenschaftliche und kulturelle Veranstaltungen.
Mit Erreichen der Altersgrenze trat Hien zum 31. Mai 2007 als Präsident des Bundesverwaltungsgerichts in den Ruhestand. Seine Nachfolgerin wurde Marion Eckertz-Höfer.